# José Ruy
Pour les articles homonymes, voir Ruy.
José Ruy Matias Pinto , né le 9 mai 1930 à Amadora et mort dans la même ville le 23 novembre 2022, est un auteur de bande dessinée portugais.
Dessinateur réaliste très lisible, il est actif depuis la fin des années 1940.

## Travaux
- A Lei da Selva, d'Eduardo Teixeira Coelho (dessin) et Raul Correia (scénario), Libri Impressi , 2016 (avec une préface de José Ruy et Domingos Isabelinho).
- (pt) Eduardo Teixeira Coelho, José Ruy, 1a Exposição portuguesa de histórias aos quadradinhos e ilustração infantil (organisation), Palais de l'Indépendance à Lisbonne, 1952[3]. José Ruy réalise la colorisation de planches de O Caminho do Oriente.